# Pesem Evrovizije 1999
Izbor za Pesem Evrovizije 1999. je potekal 29. maja v Jeruzalemu. Režiserji so bili: Yigal Ravid, Dafna Dekel in Sigal Shachmon. Bilo je prvič, da smo videli Eurovision Song Contest voditi trio in prvič v zgodovini tekmovanja za popevko Evrovizije je potekal brez orkestra. Latvija je zaobšla Eurovision Song Contest 1999. zaradi finančnih težav. Zaradi skrbi glede varnosti je bilo med občinstvom zgolj 900 ljudi. Ciper in Islandija sta bila možna za zmago, vendar je Švedska  neverjetno zmagala. 
osvojeno mesto | številka nastopajočega | država: naslov skladbe | število točk 
- 1. | 15 | Švedska: Charlotte Nilsson - Take Me To Your Heaven | 163
- 2. | 13 | Islandija: Selma - All Out Of Luck | 146
- 3. | 21 | Nemčija: Surprise - Potovanje v Jeruzalem | 140
- 4. | 04 | Hrvaška: Doris Dragović - Marija Magdalena | 118
- 5. | 19 | Izrael: Eden - Happy Birthday | 93
- 6. | 23 | Estonija: Evelin Samuel & Camille - Diamond of Night | 90
- 7. | 22 | Bosna in Hercegovina: Dino Merlin - Potniki | 86
- 8. | 09 | Danska: Trine Jepsen & Michael Teschl - This Time I to pomenilo | 71
- 9. | 11 | Nizozemska: Marlayne - One Good Reason | 71
- 10. | 18 | Avstrija: Bobbie Singer - mnenja | 65
- 11. | 06 | Slovenija: Darja Švajger - For A Thousand Years | 50
- 12. | 05 | Združeno kraljestvo: Precious - It Again Say | 38
- 13. | 02 | Belgija: Chinitor Vanessa - Like The Wind | 38
- 14. | 08 | Norveška: Stig van Eijk - Living My Life Without You | 35
- 15. | 20 | Malta: Three Times - Believe 'n Peace | 32
- 16. | 07 | Turčija: Tuğba JSKA - Don Artik | 21
- 17. | 12 | Poljska: Mietek Szczesniak - Przytul močna mnie | 19
- 18. | 17 | Irska: Mullans - When You Need Me | 18
- 19. | 10 | Francija: Nayah - Je veux Donner Ma Voix | 14
- 20. | 01 | Litva: Aiste Smilgeviciute - Strazdas | 13
- 21. | 16 | Portugalska: Rui Bandeira - Como Tudo Começou | 12
- 22. | 14 | Ciper: Marlaina - Tha "Ne Erotas | 2
- 23. | 03 | Španija: Lydia - No Quiero Escuchar | 1